# Radha Yadav
Radha Prakash Yadav (* 21. April 2000 in Mumbai, Indien) ist eine indische Cricketspielerin, die seit 2018 für die indische Nationalmannschaft spielt.

## Kindheit und Ausbildung
Ihr Vater kam aus Uttar Pradesh nach Mumbai um sich ein besseres Leben aufzubauen und war dort als Milchverkäufer tätig. Mit 12 Jahren wurde sie von einem lokalen Trainer entdeckt, als sie Tennisball-Cricket mit den Jungen in ihrem Apartment-Komplex spielte. Da ihre Schule kein Cricket-Team hatte sorgte diese dafür, dass sie die Schule wechselte und kümmerte sich um ihre Ausrüstung.

## Aktive Karriere
Ihr Debüt in der Nationalmannschaft gab sie in der WTwenty20-Serie in Südafrika im Februar 2018. Sie etablierte sich über das Jahr im Team und wurde für den ICC Women’s World Twenty20 2018 nominiert. Dort erzielte sie unter anderem gegen Irland 3 Wickets für 25 Runs. Im Oktober 2019 erreichte sie gegen Südafrika 3 Wickets für 23 Runs. Beim ICC Women’s T20 World Cup 2020 erzielte sie gegen Sri Lanka 4 Wickets für 23 Runs und wurde dafür als Spielerin des Spiels ausgezeichnet. Bei der Tour gegen Südafrika im März 2021 bestritt sie ihr erstes WODI.